# Im Ae-ji
Im Ae-ji (n. 11 mai 1999, Hwasun, Jeolla de Sud, Coreea de Sud) este o boxeră ce a reprezentat Coreea de Sud, medaliată olimpică. A participat la 2 ediții ale Jocurilor Olimpice (2020, 2024) în care a câștigat o medalie de bronz.